# Мохаммад Умар Хаят
Мохаммад Умар Хаят (урду محمد عمر حیات, нар. 22 вересня 1996) — пакистанський футболіст, який грає на позиції захисника в клубі ВАПДА та національній збірній Пакистану.

## Клубна кар'єра
Мохаммад Умар Хаят розпочав виступи на футбольних полях у складі команди «Лаялпур» у 2013 році. Наступного року футболіст перейшов до складу клубу ВАПДА. У 2020 році Умар Хаят у складі клубу перший раз став володарем Кубка Пакистану. У 2023—2024 футболіст у складі команди вдруге став володарем Кубка Пакистану.

## Виступи за збірну
У 2018 році Мохаммад Умар Хаят грав у складі молодіжної збірної Пакистану, у складі посиленого складу молодіжної збірної брав участь у футбольному турнірі Азійських ігор. У цьому ж році футболіст дебютував у складі національній збірній Пакистану, на початок 2024 року зіграв у складі збірної 17 матчів, у яких відзначився 1 забитим м'ячем.